# Pic de l'Home (Talau)
El Pic de l'Home és una muntanya de 1.521 metres d'altitud del terme comunal d'Aiguatèbia i Talau, de la comarca del Conflent, a la Catalunya del Nord. És a l'oest, damunt i a prop del poble de Talau, en el sector oriental del centre de la comuna.